# 18. vojaško okrožje (Wehrmacht)
18. vojaško okrožje je bilo med drugo svetovno vojno eno od vojaških okrožij Tretjega rajha; ustanovljeno je bilo avgusta 1939.
Po okupaciji Jugoslavije leta 1941 je Tretji rajh zasedel slovenska ozemlja (Štajersko, Gorenjsko in Koroško) vključila v 18. vojaško okrožje (XVIII Wehrkreis) s sedežem v Salzburgu. V tem okrožju sta bila formirana dva armadna korpusa: 18. in 19. gorski korpus ter več divizij: 2. tankovska, 2. gorska, 3. gorska, 5. gorska, 6. gorska, 118. lovska, 188. gorska rezervna, 334., 381. trenažna, 418. gorska rezervna divizija,....